# Бен-Ахмед, Фейсал
Фейсал (Файсал) Бен-Ахмед (араб. فيصل بن أحمد‎; род. 7 марта 1973, Арьяна, Тунис) — тунисский футболист, выступавший на позиции защитника за сборную Туниса.

## Клубная карьера
Фейсал Бен-Ахмед начинал свою карьеру футболиста в тунисском клубе «Арьяна». В 1996 году он перешёл в «Эсперанс», с которым четыре раза становился чемпионом Туниса и один раз выиграл Кубок Туниса. В сезоне 2002/03 Бен-Ахмед выступал за «Джербу», а в сезоне 2003/04 — за «Олимпик де Транспорт». В 2004 году защитник вернулся в «Арьяну», где и завершил свою игровую карьеру.

## Карьера в сборной
Фейсал Бен-Ахмед был включён в состав сборной Туниса на чемпионат мира по футболу 1998 года во Франции, где появился на поле лишь в одном матче: группового этапа с Колумбией, заменив на 74-й минуте поединка полузащитника Зубера Байю.

## Достижения
«Эсперанс»
- Чемпион Туниса (4): 1997/98, 1998/99, 1999/00, 2001/02
- Обладатель Кубка Туниса (1): 1998/99